# Burgettstown
Burgettstown är en ort i Washington County i delstaten Pennsylvania. Vid 2010 års folkräkning hade Burgettstown 1 388 invånare.